# Gilchrist Porter

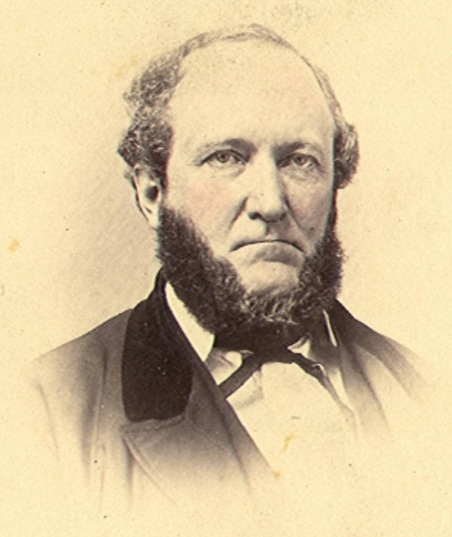
Gilchrist Porter

Gilchrist Porter (* 1. November 1817 bei Fredericksburg, Virginia; † 1. November 1894 in Hannibal, Missouri) war ein US-amerikanischer Politiker. Zwischen 1851 und 1857 vertrat er zwei Mal den Bundesstaat Missouri im US-Repräsentantenhaus.

## Werdegang
Gilchrist Porter genoss nur eine eingeschränkte Grundschulausbildung. Nach einem anschließenden Jurastudium und seiner Zulassung als Rechtsanwalt begann er in Bowling Green (Missouri) in seinem neuen Beruf zu arbeiten. Gleichzeitig schlug er als Mitglied der Whig Party eine politische Laufbahn ein. Bei den Kongresswahlen des Jahres 1850 wurde er im zweiten Wahlbezirk von Missouri in das US-Repräsentantenhaus in Washington, D.C. gewählt, wo er am 4. März 1851 die Nachfolge von William Van Ness Bay antrat. Da er im Jahr 1852 dem Demokraten Alfred William Lamb unterlag, konnte er bis zum 3. März 1853 nur eine Legislaturperiode im Kongress absolvieren. Diese war von den Diskussionen um die Sklaverei bestimmt.
Nach der Auflösung der Whigs wurde Porter Mitglied der kurzlebigen Opposition Party. Bei den Wahlen des Jahres 1854 wurde er erneut in den Kongress gewählt, wo er am 4. März 1855 Alfred Lamb wieder ablöste. Bis zum 3. März 1857 konnte er somit eine weitere Amtszeit im US-Repräsentantenhaus verbringen, die von den Ereignissen im Vorfeld des Bürgerkrieges geprägt war. Während dieser Zeit war Porter Vorsitzender des Ausschusses zur Behandlung von privaten Landansprüchen.
Zwischen 1866 und 1880 arbeitete Gilchrist Porter als Bezirksrichter. Danach setzte er seine Tätigkeit als Anwalt fort. Er starb am 1. November 1894, seinem 77. Geburtstag, in Hannibal, wo er auch beigesetzt wurde.